# Banco Pastor
El Banco Pastor és un banc espanyol, filial del Banco Popular. Opera a Galícia i la seva seu social és a la Corunya. Fundat l'any 1776, va ser absorbit per Banco Popular el 2012. No obstant, aquell mateix any va ser fundat novament per aquesta entitat i és, des d'aleshores, una filial de Banco Popular. El 31 de desembre de 2014, Banco Pastor tenia una xarxa de 227 oficines, totes elles a Galícia.
El 2017 va ser comprat pel Banco Santander.